# Phytodietus meridionalis
Phytodietus meridionalis är en stekelart som först beskrevs av Pierre L. G. Benoit 1959.  Phytodietus meridionalis ingår i släktet Phytodietus och familjen brokparasitsteklar. Inga underarter finns listade i Catalogue of Life.